# Paysage (Gintrac)
Pour les articles homonymes, voir Paysage (homonymie).
Paysage est une peinture à l'huile sur toile de 38 × 46 centimètres réalisée par Jean-Louis Gintrac. Elle est conservée au musée des Beaux-Arts de Bordeaux.